# Янисъярви
Я́нисъярви (от фин. Jänisjärvi — досл.: «Заячье озеро») — озеро в Сортавальском районе Республики Карелия. Озеро состоит из двух частей: северной и более крупной южной; чаша последней — один из древнейших подтверждённых метеоритных кратеров Земли. Относится к бассейну Ладожского озера. Янисъярви ограниченно используется в хозяйственной деятельности — в первую очередь для туризма и рыболовства, — а также служит водохранилищем для каскада ГЭС в нижнем течении Янисйоки.

## Название
Общепринятое название озера — Янисъярви, от фин. Jänisjärvi — досл.: «Заячье озеро», также встречаются написания Янис-ярви и Янис. В некоторых источниках озеро также называется водохранилищем.

## Физико-географическая характеристика

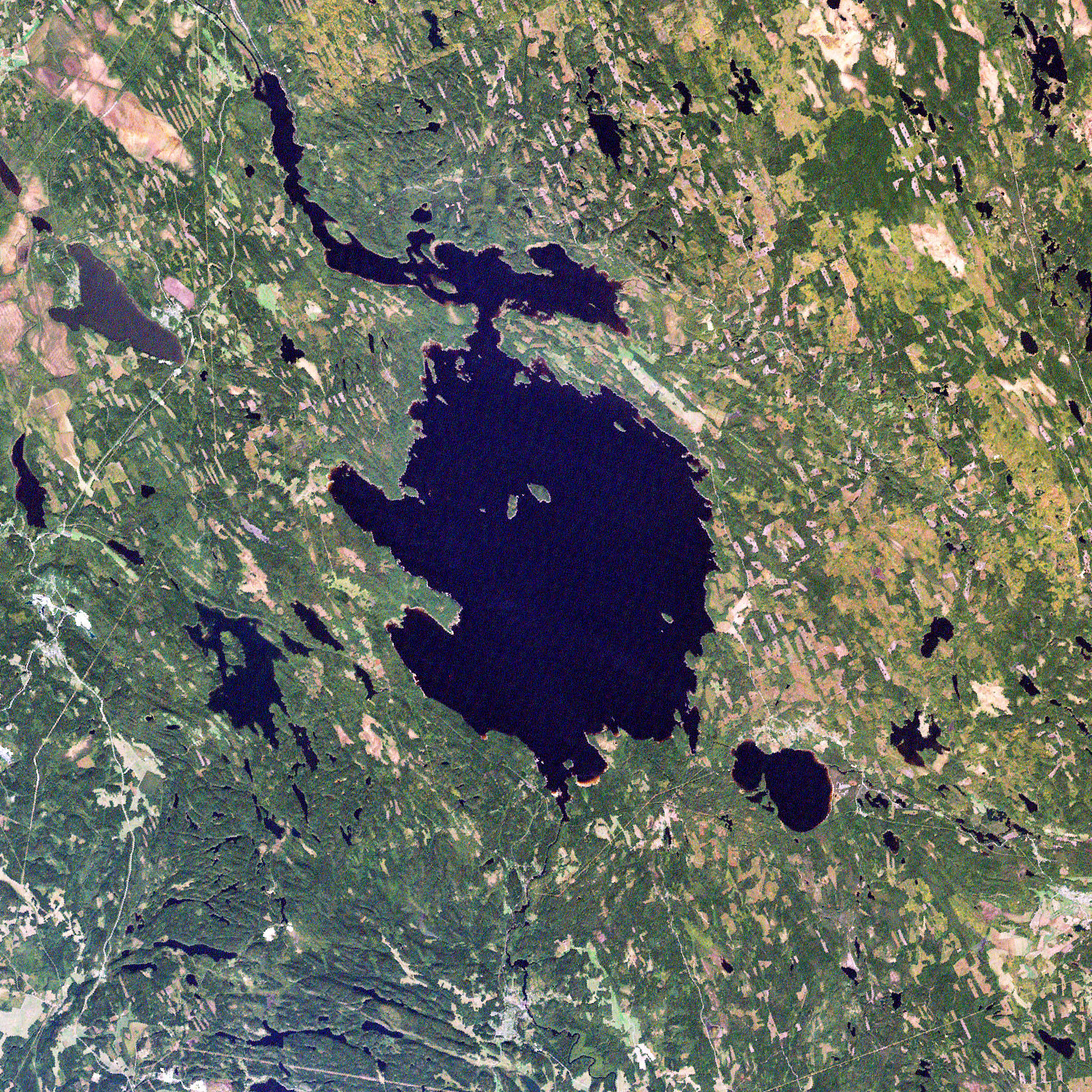
Спутниковый снимок озера 5 сентября 1999 года

Озеро Янисъярви расположено в Сортавальском, а также небольшими частями в Питкярантском и Суоярвском районах Республики Карелия, примерно в 25 км к северу от Ладожского озера. Озеро состоит из двух частей: южного плёса (Большое Янисъярви) и северного плёса (Малое Янисъярви), связанных коротким и нешироким проливом Луопалуссалми. Общие размеры озера составляют 27,8×13,8 км, длина береговой линии — 133 км. Котловина Янисъярви имеет тектоническое происхождение и хорошо выражена — берега поднимаются над гладью озера вплоть до 120 м.
Большое Янисъярви имеет слегка вытянутую с севера на юг овальную форму с выделяющимися на западе и юго-западе крупными заливами Киркколахти и Контиолеппялахти, его размеры составляют примерно 17×13 км. Площадь водной глади Большого Янисъярви — около 200 км² при длине береговой линии 98 км, объём воды в нём оценивается в 2,04 км³. Средний уровень уреза воды — 64 м, максимальная измеренная глубина — 57 м, среднегодовая величина колебания уровня — 158 см. В озере имеется 43 острова общей площадью 1,5 км², общая длина береговой линии островов — 25 км; они расположены в основном вблизи берегов, и только три острова находятся в середине озера.
Большое Янисъярви является ударным кратером возрастом от 680 до 770 миллионов лет, дно которого сложено биотит-кварцевыми сланцами среднего протерозоя, испытавшими в момент столкновения давление до 40−50 ГПа и образовавшими тагамиты. Чаша озера разделена проходящим в широтном направлении узким кряжем на две части: южная имеет глубины до 57 м, северная — до 37 м; средняя часть кряжа выдаётся над поверхностью воды в виде группы из трёх островов — Хопеасаари, Пиениселькясаари и Исоселькясаари, сложенных импактными породами. В окружающем озеро рельефе ударная природа озера никак не выражена вследствие эрозии в ходе многочисленных ледниковых периодов; она опознаётся только по наличию признаков ударного метаморфоза в складывающих местность породах (химический состав и состав обнаруженных при анализе пород газов), а также посредством измерения гравитационных и магнитных аномалий. Породы импактного происхождения обнаруживаются, помимо островов, на мысе Леппяниеми.

### Гидрология
Площадь водосборного бассейна Янисъярви — 3660 км². В озеро впадают реки Янисйоки, Леппяоя, Лохьянпуро и другие, а также более 30 ручьёв. Вытекает из озера река Янисйоки, впадающая в Ладожское озеро.
Прозрачность воды в озере — 2,8 м, цвет воды — жёлтый, с красноватым оттенком. Вода в озере пресная, мезогумусная среднещелочная слабокислая нейтральная гидрокарбонатно-сульфатно-карбоксилатного класса группы кальция, мезотрофная, хорошего качества. Ледостав с середины ноября по середину мая.

### Флора и фауна
Высшая растительность озера занимает примерно 5 % его площади, в растительности преобладают гелофиты. Наиболее массовые виды водной и околоводной растительности Янисъярви — тростник обыкновенный, камыш озёрный, пронзённолистный и плавающий рдесты, хвощ топяной, кубышка жёлтая, полушник озёрный, разные виды осок. Гораздо выше разнообразие фитопланктона. В северном плёсе отмечено 60 таксонов, из них к Bacillariophyta относятся 42, к Chlorophyta — 9, самые массовые виды — Asterionella formosa, Tabellaria fenestrata, а также представители родов Aulacoseira и Fragilaria. В южном плёсе отмечено 87 таксонов, из них к Bacillariophyta относятся 57, к Chlorophyta — 13, самые массовые виды — Merismopedia punctata и Microcystis aeruginosa.
Основу численности и биомассы зоопланктона составляют коловратки (до 90 % в южном плёсе) и циклопы. В северном плёсе отмечено 29 таксонов, из них 9 относятся к Rotatoria, 8 — к Copepoda, 12 — к Cladocera; наиболее массовые виды — Asplanchna priodonta, Conochilus unicornis, Kellicottia longispina, Eudiaptomus gracilis, Thermocyclops oithonoides, Bosmina obtusirostris и Daphnia cristata. В южном плёсе отмечено 39 таксонов, из них 13 относятся к Rotatoria, 10 — к Copepoda, 16 — к Cladocera; наиболее массовые виды те же, что и в северном, исключая Daphnia cristata.
Макрозообентос в северном плёсе представлен личинками коретры и комаров-звонцов (роды Tanytarsus, хирономусы и Procladius) малощетинковыми червями и моллюсками. На квадратный метр в среднем приходится 1803 экземпляра или 5,9 г биомассы. В южном плёсе встречается 29 таксонов; помимо отмеченных, в северном можно встретить ракообразных (в первую очередь Monoporeia affinis). При этом численность здесь ниже — 292 экземпляра или 0,92 г биомассы на квадратный метр.
Ихтиофауна озера достаточно разнообразна и представлена лососем, кумжей, сигом, ряпушкой, корюшкой, щукой, плотвой, уклейкой, лещом, язём, густерой, ельцом, налимом, гольяном, судаком, окунем, ершом и угрём.

## Хозяйственное значение
Озеро используется в целях гидроэнергетики для регулирования каскада ГЭС на реке Янисйоки, в истоке которой в 1915 году сооружена плотина, регулирующая уровень воды в озере. Также осуществляется товарный вылов рыбы; децентрализовано ресурсы озера используются местным населением, в том числе для любительского рыболовства. Расчётная рыбопродуктивность южного плёса озера — 9 кг/га, северного — 7 кг/га, промысловое значение имеют популяции ряпушки, сига, окуня, налима и щуки. В конце июля 2015 года на озере прошёл третий международный турнир по спортивному рыболовству.
Велико и туристско-рекреационное значение озера: низкое антропогенное воздействие на местность, а также богатая ихтиофауна обусловили популярность Янисъярви для спортивного рыболовства и отдыха на природе. На берегах озера действуют несколько турбаз, крупнейшая из которых — «Чёрные камни» в Киркколахти — имеет собственный зоопарк.

## История изучения
В 1921 году финский геолог Пентти Эскола обратил внимание на нехарактерный для этой местности состав пород трёх центральных островов в озере и предположил их вулканическое происхождение. Опираясь на его данные, шведские геологи Мин и Дёллен в 1971 году выдвинули предположение, что котловина Янисъярви — это сильно эродированный метеоритный кратер. К такому же выводу в 1973 году пришёл Виктор Масайтис, а позднее — и многие другие геологи. На 2020-е годы озеро относилось к числу доказанных астроблем, являлось единственной достоверно установленной импактной структурой в Карелии и древнейшей подобной структурой на территории России.

### Комментарии
1. ↑  Тагамиты — продукты кристаллизации расплава пород, образовавшиеся при столкновении метеорита с поверхностью планеты.

## Карты
- Степанов К. И., Санин Д. М., Санина Г. Н. Государственная геологическая карта Российской Федерации масштаба 1:200 000, серия Карельская, листы P-35-XXIV, P-36-XIX / под ред. Ю. Б. Богданова, В. Г. Легковой. — 2-е изд. — М.: МФ ВСЕГЕИ, 2013. Архивировано 16 февраля 2020 года.
- Лист карты P-36-61,62 Вяртсиля. Масштаб: 1 : 100 000. Состояние местности на 1979 год. Издание 1987 г.
- Лист карты P-36-63,64. Масштаб: 1 : 100 000. Состояние местности на 1983 год. Издание 1985 г.
- Лист карты P-36-73,74 Сортавала. Масштаб: 1 : 100 000. Состояние местности на 1980 год. Издание 1990 г.
- Лист карты P-36-75,76 Ляскеля. Масштаб: 1 : 100 000. Состояние местности на 1987 год. Издание 1990 г.